# Fool's Theory
Fool's Theory — польська студія-розробник відеоігор, розташована в місті Бельсько-Бяла. Компанія була заснована у 2015 році групою досвідчених розробників, багато з яких раніше працювали в провідних студіях, зокрема CD Projekt RED. Студія спеціалізується на створенні наративно насичених ігор.

## Історія
Fool's Theory була заснована у 2015 році Якубом Рокошем, колишнім старшим дизайнером квестів у CD Projekt RED, який працював над такими іграми, як The Witcher 2: Assassins of Kings та The Witcher 3: Wild Hunt. Студія була створена з метою розробки ігор з глибоким наративом та значущими виборами для гравців. Спочатку проєкт базувався в Бельсько-Бяла, поблизу Бескидських гір.
Першою грою студії стала ізометрична рольова гра у відкритому світі з елементами стелсу Seven: The Days Long Gone, випущена 1 грудня 2017 року. Гра отримала змішані відгуки.
У грудні 2019 року стало відомо, що 11 bit studios виступить видавцем нового проєкту Fool's Theory під кодовою назвою Project Vitriol. 17 червня 2022 року було офіційно анонсовано, що Project Vitriol — це наративна RPG, яка стала найбільшим проєктом для видавця 11 bit studios на той момент, з бюджетом понад 17 мільйонів злотих (приблизно 3,8 мільйона доларів США), що дозволило реалізувати повне озвучення та сесії захоплення руху. Події гри розгортаються у Варшаві початку XX століття під владою Російської імперії, а сюжет зосереджений на езотеричній стороні реальності. Пізніше ця гра отримала назву The Thaumaturge і була випущена 4 березня 2024 року, після кількох перенесень дати релізу.
26 жовтня 2022 року CD Projekt RED анонсувала, що Fool's Theory розробляє повний ремейк першої гри серії The Witcher на рушії Unreal Engine 5. Проєкт, раніше відомий під кодовою назвою Canis Majoris, створюється під повним творчим наглядом CD Projekt RED. Якуб Рокош, CEO Fool's Theory, та Кароліна Кузя-Рокош, дизайн-директорка, раніше працювали над The Witcher 2 та The Witcher 3. Станом на жовтень 2022 року в студії працювало близько 60 розробників. Fool's Theory також надавала підтримку в розробці таких ігор, як Baldur's Gate 3 та Divinity: Original Sin II від Larian Studios, Hellblade: Senua's Sacrifice та Outriders.
У червні 2025 року з'явилися чутки, підтверджені кількома польськими джерелами, що Fool's Theory також може розробляти нове сюжетне доповнення для The Witcher 3: Wild Hunt, реліз якого очікується у 2026 році. Це доповнення, за чутками, може слугувати сюжетним містком до майбутньої The Witcher 4.

## Керівництво
Ключові особи студії (станом на 2024 рік):
- Якуб Рокош (пол. Jakub Rokosz) — Головний виконавчий директор (CEO)
- Анна Монка (пол. Anna Mąka) — Головний операційний директор (COO)
- Кароліна Кузя-Рокош (пол. Karolina Kuzia-Rokosz) — Головний дизайн-директор (CDO)
- Кшиштоф Монка (пол. Krzysztof Mąka) — Головний креативний директор (CCO)

## Розроблені ігри
| Рік  | Назва                     | Платформи                               | Видавець       |
| ---- | ------------------------- | --------------------------------------- | -------------- |
| 2017 | Seven: The Days Long Gone | Windows                                 | IMGN.PRO       |
| 2024 | The Thaumaturge           | Windows, PlayStation 5, Xbox Series X/S | 11 bit studios |
| TBA  | The Witcher Remake        | TBA                                     | CD Projekt     |